# Hampton Beach
Pour les articles homonymes, voir Hampton.
Hampton Beach est une census designated place de l'état du New Hampshire aux États-Unis, située sur la côte Atlantique.
C'est la station balnéaire de la ville de Hampton ; on y trouve le Hampton Beach State Park.
Sa population était de 2 598 habitants en 2020.